# 월드컵 인사이드
《월드컵 인사이드》는 2010년 5월 10일부터 그해 5월 29일까지 대한민국의 SBS에서 방송된 3 ~ 5분 정도 길이의 단편 스포츠 프로그램이다. 월드컵의 역사를 통해 우리가 미처 모르고 있는 이야기를 짧은 이미지와 영상으로 다루었다.

## 방송 시간
| 요일 | 방송 시간 | 방송 시간                   |
| ---- | --------- | --------------------------- |
| 평일 | 본방송    | 오후 12시 25분 ~ 12시 30분  |
| 평일 | 재방송    | 저녁 7시 10분 ~ 7시 15분    |
| 평일 | 삼방송    | 밤 12시 15분 ~ 12시 20분    |
| 주말 | 본방송    | 오후 12시 10분 ~ 12시 15분  |
| 주말 | 재방송    | 오후 4시 5분 ~ 4시 10분     |
| 주말 | 삼방송    | 밤 12시 20분 ~ 밤 12시 25분 |

## 방송 회차
| 회차 | 방송일   | 부제                                                |
| ---- | -------- | --------------------------------------------------- |
| 1    | 5월 10일 | 전쟁을 멈춘 축구의 신 디디에 드로그바               |
| 2    | 5월 11일 | 우리의 승리가 모두의 승리로 골 세리머니             |
| 3    | 5월 12일 | 한국 축구의 힘 투혼                                 |
| 4    | 5월 13일 | 불굴 4전5기 이동국                                  |
| 5    | 5월 14일 | 의지 외눈 축구선수 곽태휘                           |
| 6    | 5월 15일 | 실축 - 페널티킥의 공포                              |
| 7    | 5월 16일 | 내 삶을 바꾼 축구 홈리스 월드컵                     |
| 8    | 5월 17일 | 드와이트 요크의 도전                                |
| 9    | 5월 18일 | 부상 투혼 - 베켄바우어                              |
| 10   | 5월 19일 | 골키퍼의 조건                                       |
| 11   | 5월 20일 | 레드카드의 기원 - 그라운드의 역사를 바꾼 카드 한 장 |
| 12   | 5월 21일 | 스트라이커                                          |
| 13   | 5월 22일 | 다리오 실바 - 축구 기적을 만든다                    |
| 14   | 5월 23일 | 오심 - 축구 그것은 미완성의 게임                    |
| 15   | 5월 24일 | 최초 한일전                                         |
| 16   | 5월 25일 | 이청용과 조광래                                     |
| 특집 | 5월 29일 | 그라운드를 넘어선 영웅들                            |